# Sindesmose
Em anatomia, sindesmose é um tipo de articulação fibrosa em que os ossos são unidos por uma faixa de tecido fibroso, relativamente longa, formando um ligamento interósseo ou uma membrana interóssea (de acordo com a menor ou maior extensão das fibras, respectivamente) e determinando, assim, o grau de movimentação entre eles. Em uma sindesmose, existe uma distância maior entre as faces articulares e mais tecido fibroso do que em uma sutura. Esse tipo de articulação é parcialmente móvel e, portanto, é classificada como anfiartrose.
Exemplos de sindesmoses são as conexões de tecido conectivo fibroso entre as extremidades distais da tíbia e fíbula (sindesmose tibiofibular) e entre as diáfises do rádio e da ulna (sindesmose radioulnar).